# Rochelle (Illinois)
Rochelle è un comune degli Stati Uniti d'America, situato nell'Illinois, nella contea di Ogle. Si trova a circa 100 km a sud di Chicago.